# تکیه سلیمانیه (دمشق)

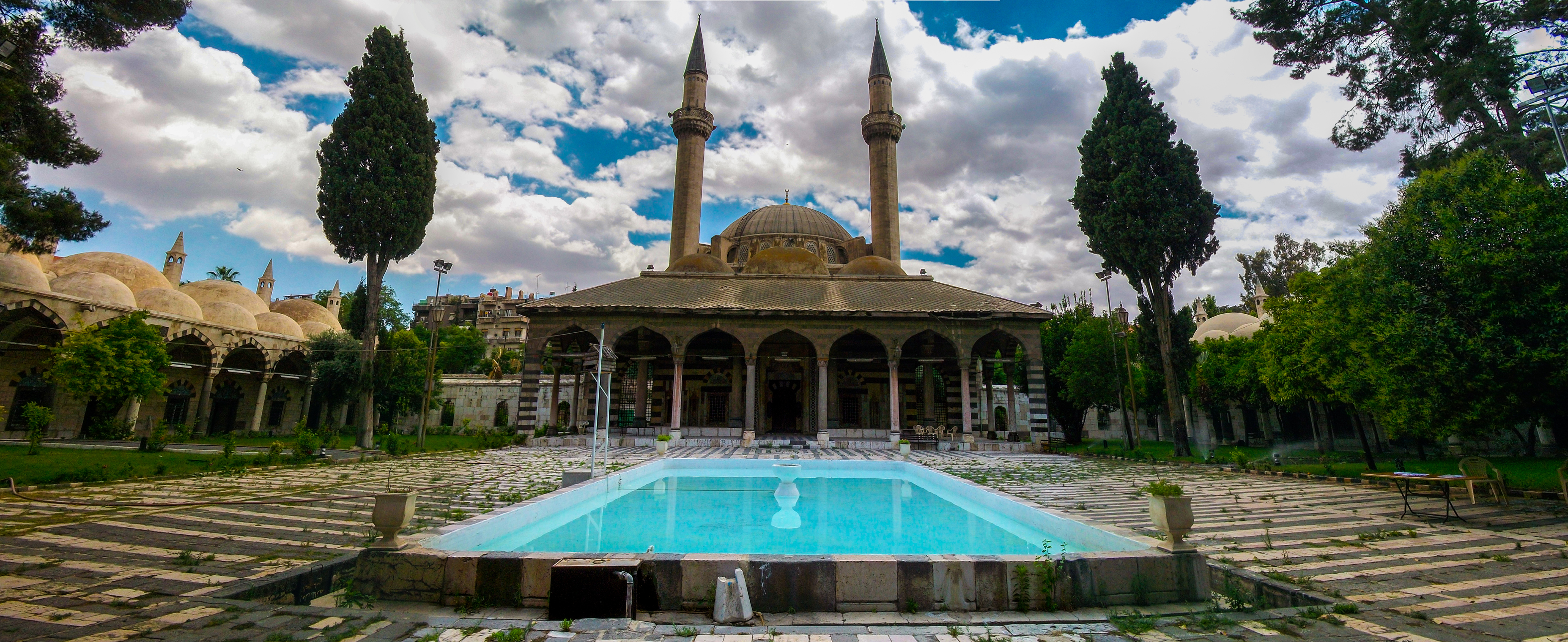
تکیه سلیمانیه

تکیه سلیمانیه، یک ساختمان یکپارچه در دمشق، واقع در سوریه است و یکی از مهمترین بناهای عثمانی در شهر دمشق محسوب می‌شود که شامل مسجد، موزه و بازار است.

## نام و ساخت و ساز
این بنا به نام سلطان سلیمان قانونی نامگذاری شده‌است، وی کسی بود که دستور ساخت این بنا در سال ۱۵۵۴ میلادی در محلی که کاخ بیبرس در دمشق قرار دارد را صادر کرد. هدف از ساخت این بنا، خدمت رسانی به مسافران و فقرا و زائران در راهشان بود. اقدامات صورت گرفته در این فضا شامل اطعام، تعلیم و تربیت، حمایت ار فقیران و اسکان بود. این بنا طراحی شده توسط معمار ترکی معمار سنان، معروف‌ترین معمار عثمانی بود. ساخت آن توسط مهندس ملا آقا نظارت شده‌است. ساخت آن در سال ۱۵۵۳ م آغاز شد و در سال ۱۵۵۹ میلادی در زمان فرمانداری خضر پاشا به پایان رسید و مدرسه‌ای که به آن متصل است، در سال ۱۵۶۶ میلادی در دوره فرماندار لالا مصطفی پاشا ساخته شد.

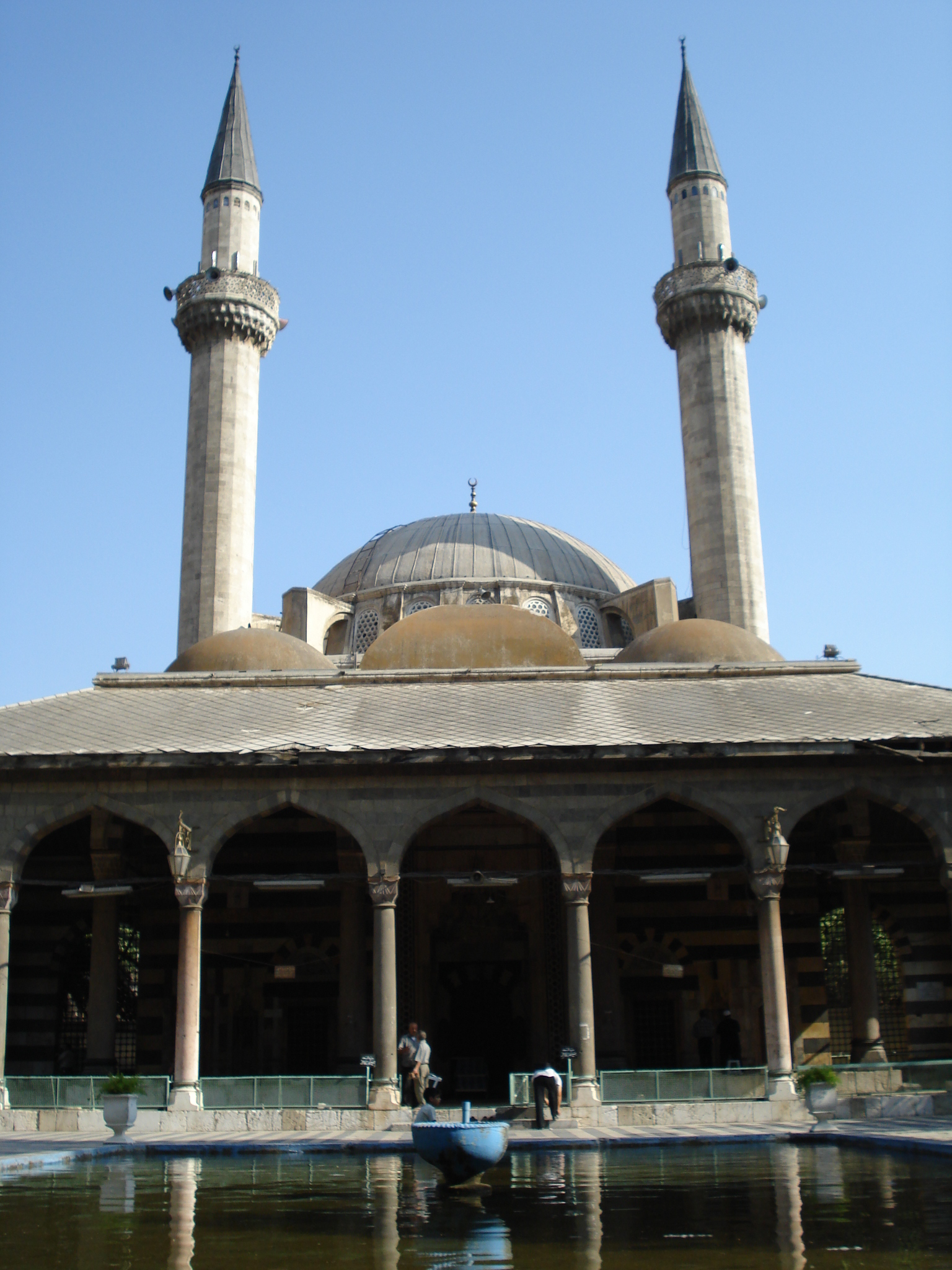
تکیه سلیمانیه

## مشخصات
مساحت این بنا یازده هزار متر مربع است. بارزترین ویژگی بنا، سبک مناره سلیمانیه است دو مناره باریک که تا قبل از ان در سوریه بی‌سابقه بوده‌است. ساختمان تکیه شامل دو بخش است:
- تکیه بزرگ که از مسجد و مدرسه تشکیل شده‌است.
- تکیه کوچک که از یک عبادتگاه جهت اقامه نماز و دعا و یک جیات بزرگ و راهروها و اتاقهای مجزا و گنبدهای متعدد تشکیل شده‌است. این تکیه شامل حجراتی جهت اقامت طلاب علوم دینی بوده‌است. از دیگر قسمتهای تکیه کوچک بازار صنایع نظامی آن بوده‌است.

## در رسانه
در سال ۲۰۱۴، تعدادی از دانشجویان، فیلم مستندی را در مورد تکیه سلیمانیه در دمشق تهیه کردند.

## اقدامات امنیتی
پس از بحران سوریه، وزارت جهانگردی سوریه چندین اتاق را از جمله آرامگاه سلطان محمد ششم عثمانی، تعطیل و بسته نگاه داشت.

## قبرستان
گورستان در جوار مسجد محل دفن آخرین سلطان عثمانی، محمد ششم است که پس از برکناری سلطان عثمانی در سال ۱۹۲۲، به اجبار به تبعید رقت. وی در ۱۶ مه ۱۹۲۶ در سانرمو ، ایتالیا درگذشت. این مسجد به این دلیل انتخاب شده است که در نزدیکترین کشور با اکثریت مسلمان به ترکیه واقع شده و توسط اجداد وی ساخته شده است. تقریباً سی گور دیگر از اعضای سلسله عثمانی وجود دارد که در تبعید درگذشت و در آن زمان مجاز به دفن شدن در جمهوری ترکیه نبودند.